# Prelasko
Prelasko – wieś w Słowenii, w gminie Podčetrtek. W 2018 roku liczyła 59 mieszkańców.